# Fisuración
La fisuración es un fenómeno físico que aparece en elementos estructurales de hormigón consistente en la aparición de microfisuras de unas pocas décimas de milímetro. Estas aberturas en general no comprometen la resistencia estructural pero permiten la penetración de diversas especies de aniones corrosivas que eventualmente pueden afectar a armadura de un elemento de hormigón armado, comprometiendo su durabilidad y a largo plazo podría comprometer también su resistencia estructural.
- Datos: Q18223233